# Сръбско-унгарска република Бараня-Бая
Сръбско-унгарската република Бараня-Бая (на унгарски: Baranya-Bajai Szerb-Magyar Köztársaság; на сръбски: Српско-мађарска република Барања-Баја) е краткотрайно държавно образувание, обявено в Печ на 14 август 1921 г. Територията му включва най-северните части от географските области Бараня и Бачка.
От Великата народна скупщина на сърби, буневци и останалите славяни в Банат, Бачка и Бараня на 25 ноември 1918 г. е провъзгласено присъединяването на тази територия към Кралство Сърбия. След разгрома на Унгарската съветска република начело с Бела Кун през лятото на 1919 г., много комунистически активисти от Будапеща бягат от „белия терор“ на адмирал Миклош Хорти в Печ, Бараня, където кметът Бела Линдер им предоставя политическо убежище. Тази територия остава в рамките на Унгария, обаче местният сръбски художник Петър Добрович предвид избягването на белите ексцесии спрямо тези дейци, предлага провъзгласяването на независима република.
Републиката не получава международно признание, а и Никола Пашич оттегля сръбската армия от областта, като там се настанява гвардията на Хорти и независимостта на републиката е ликвидирана. По силата на Трианонския договор територията на републиката е поделена между Кралството на сърби, хървати и словенци и Унгария.